# Diasistema eslavo centro-sur

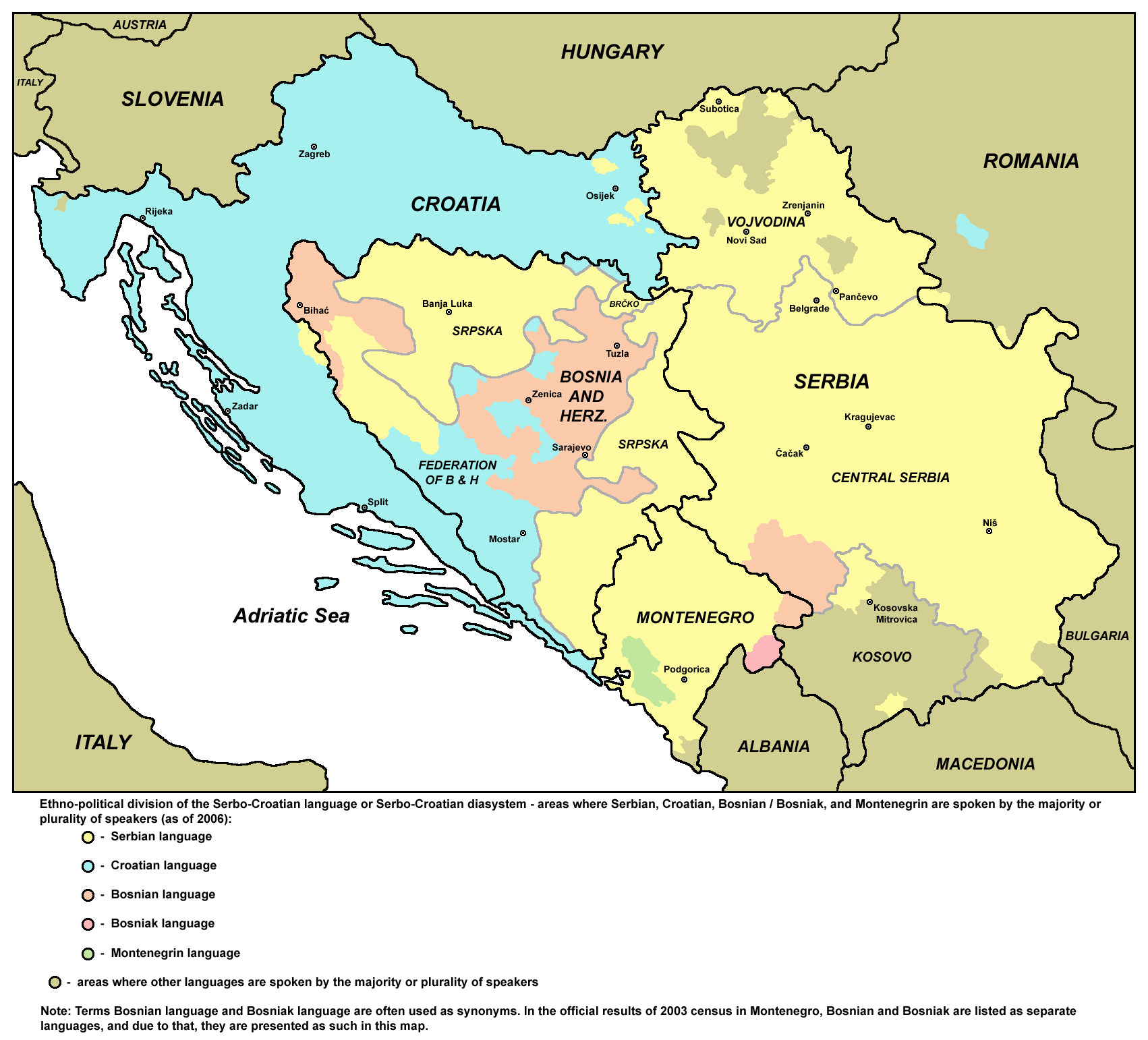
Distribución actual de las normas del diasistema eslavo del centro-sur.

El diasistema eslavo del centro-sur (en croata srednjojužnoslavenski dijasistem/dijasustav, centralnojužnoslavenski dijasistem/dijasustav o centralni južnoslavenski dijasistem/dijasustav) es una denominación propuesta por el lingüista croata Dalibor Brozović para designar a un grupo de lenguas Ausbau (término sociolingüístico) lo comprenden el serbio, el croata, el bosnio y el montenegrino, es un término que está poco a poco reemplazando al de serbocroata o mejor dicho BCMS. El término, considerado artificial por algunos lingüistas, se usa para reemplazar el de serbocroata o croatoserbio, utilizado por los lingüistas de la época de la antigua Yugoslavia, y también para designar oficialmente en ese país la lengua hablado por serbios, croatas, bosnios y montenegrinos. Desde el punto de vista del método comparativo, es en efecto una sola y misma lengua, llamada lengua Abstand en sociolingüística (para las denominaciones de la entidad lingüística en cuestión, ver el artículo  serbocroata).

## Los componentes del diasistema

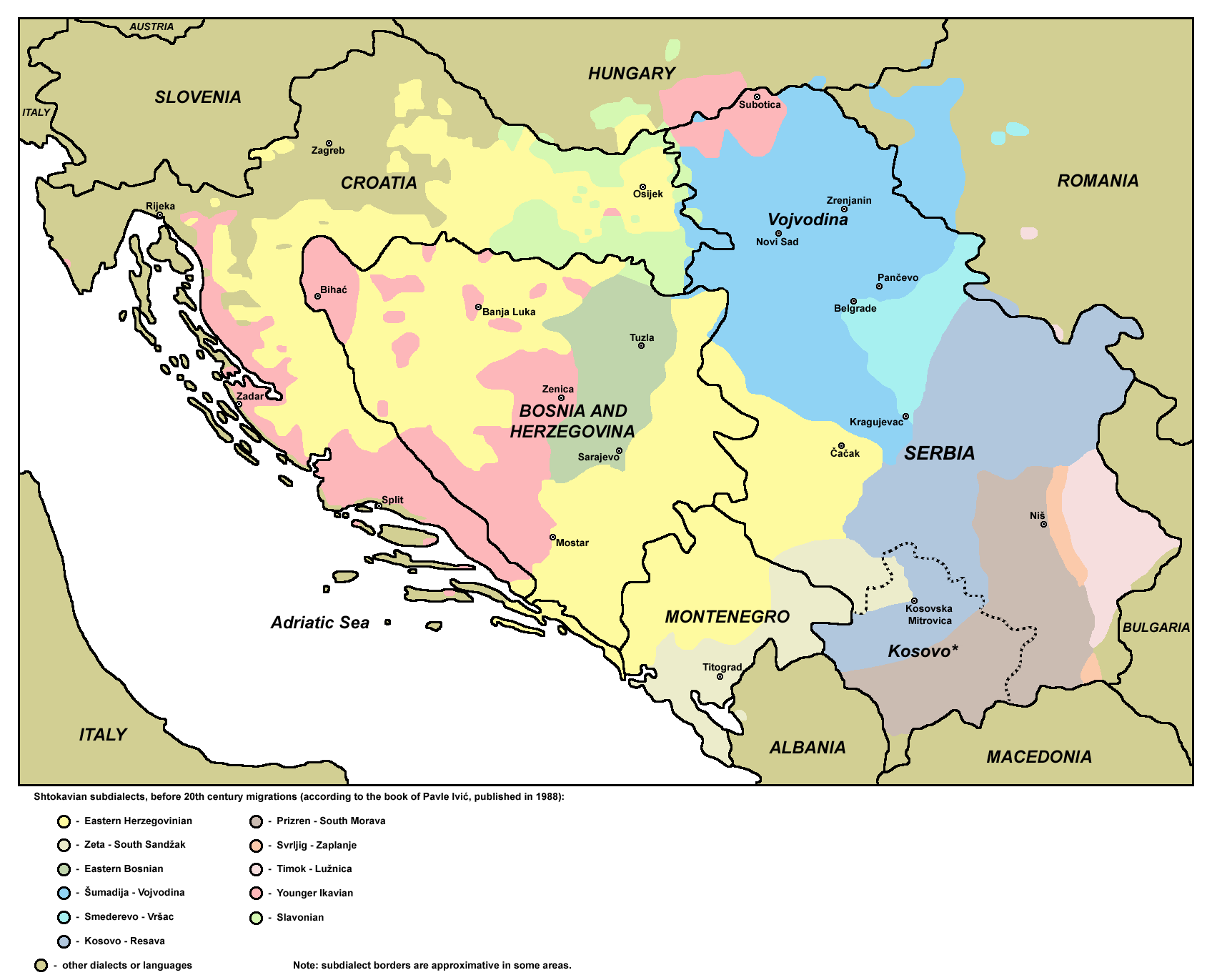
Reparto actual de los subdialectos del shtokaviano en el seno del diasistema eslavo del centro-sur.

Las variantes regionales del diasistema eslavo del centro-sur son definidas según dos puntos de vista, uno morfológico y otro fonológico.
1. Criterio morfológico. Según la forma tomada por el pronombre interrogativo « qué » : što/šta (pronunciado « shto/shta »), kaj (« kai ») y ča (« cha »), se distinguen tres dialectos :
  - El dialecto más extendido es el shtokaviano (štokavski), hablado en Serbia (salvo en una zona reducida del sudeste), en Montenegro, en Bosnia y Herzegovina y en gran parte de Croacia. Constituye la base de los estándares de todas las cuatro lenguas Ausbau mencionadas más arriba.
  - El dialecto kaikaviano (kajkavski), del norte de Zagreb, en el Hrvatsko Zagorje.
  - El dialecto chakaviano (čakavski), sobre la costa adriática, en Istria y en Dalmacia.
2. Criterio fonológico. Según la manera que haya evolucionado el sonido ĕ del protoeslavo, representado por la letra ѣ, llamada « yat », tiene tres  izgovori (« pronunciaciones ») :
  - Ekaviana(ekavski), empleada en Serbia (salvo en Užice y en el Sanjacado), en el este, noroeste y norte de Croacia, en la que « yat » se ha convertido en una e , por ejemplo en las palabras čovek ’hombre’ y reka ’río’. Esta pronunciación es la preferida en el serbio estándar.
  - Yekaviana ((i)jekavski), usada en Herzegovina, en Croacia, en Montenegro y en Serbia occidental, en esta pronunciación « yat » ha evolucionado en je (pronunciado « ye ») en algunas palabras (por ejemplo čovjek) y en ije (pronunciado « iye ») en otra: rijeka. Esta pronunciación es exclusiva en los estándares croata, bosnio y montenegrino, y es aceptada por el serbio estándar.
  - Ikaviana (ikavski), es la menos difundida, aparece en Croacia, Bosnia, Herzegovina, y en Voivodina (Bačka septentrional y Bačka occidental), en la cual « yat » se ha convertido en i (čovik, rika). Esta pronunciación no está reconocida por ningún estándar.

Algunos lingüistas incluyen como parte de los dialectos de este diasistema el torlak (torlački), hablado por los serbios del sudeste de Serbia y por los croatas en ciertas partes del Banato rumano. A causa de su semejanza con el búlgaro, los lingüistas búlgaros lo consideran perteneciente al diasistema búlgaro, igual que el macedonio.